# Jogihalli, Madhugiri
Jogihalli là một làng thuộc tehsil Madhugiri, huyện Tumkur, bang Karnataka, Ấn Độ.